# Антонов, Николай Афанасьевич
Никола́й Афана́сьевич Анто́нов (9 сентября 1921, Старая Русса, Новгородская губерния — 2 ноября 1996, Новгород) — советский государственный и партийный деятель. Председатель Новгородского облисполкома (1966—1972). Первый секретарь Новгородского обкома КПСС (1972—1986). Депутат Совета Союза Верховного Совета СССР 9—11 созывов (1974—1989) от Новгородской области. В Верховный Совет 9 созыва избран от Боровичского избирательного округа № 234 Новгородской области, член Комиссии по народному образованию, науке и культуре Совета Союза.

## Биография

Щитная улица в Великом Новгороде. Памятная доска на доме, где жил Н. А. Антонов

1941—1945 годы  — в РККА, участник Великой Отечественной войны. Во время войны командовал взводом, ротой, батальоном.
С 1945 года — контрольный мастер, начальник цеха, диспетчер, начальник отдела, главный инженер Боровичского механического завода (Новгородская область).
Затем (до 1955 года) — директор Боровичского механического завода (Новгородская область).
1955—1956 годы — председатель Исполнительного комитета Боровичского городского Совета (Новгородская область).
1956—1960 годы  — заведующий Отделом Новгородского областного комитета КПСС.
1960—1966 годы — секретарь Новгородского областного комитета КПСС.
1966—1972 годы — председатель Исполнительного комитета Новгородского областного Совета.
С 4 мая 1972 по 27 октября 1986 года —первый секретарь Новгородского областного комитета КПСС.
1976—1989 годы — кандидат в члены ЦК КПСС, избран XXV (1975), XXVI (1981) и XXVII (1986) съездами партии.
С октября 1986 года — на пенсии. Проживал в Новгороде.
Скончался 2 ноября 1996 года. Похоронен на Рождественском кладбище Великого Новгорода.

## Награды
- орден Ленина;
- орден Октябрьской революции;
- орден Александра Невского (29.08.1944);
- орден Отечественной войны 1-й степени (06.04.1985);
- 2 ордена Трудового Красного Знамени;
- орден Красной Звезды (30.04.1944).
- Медали, в том числе:
  - «За доблестный труд. В ознаменование 100-летия со дня рождения Владимира Ильича Ленина»;
  - «За оборону Ленинграда»;
  - «За победу над Германией в Великой Отечественной войне 1941—1945 гг.»;
  - «Ветеран труда».

Почетные звания
- Почётный гражданин Великого Новгорода (29.11.1995)[4]